# Cecil Sharp
Cecil James Sharp (Camberwell, 22 november 1859 – Hampstead, Londen, 23 juni 1924) was een Engelse folklorist en musicoloog, bekend geworden als verzamelaar van volksliedjes, volksdansen en instrumentale muziek uit zowel Engeland als de Amerikaanse Appalachen. Hij was ook docent, leraar, componist en muzikant. Hij speelde een sleutelrol in de heroprichting in 1904 van de "Folk Song Society", die in 1932 fuseerde met de "English Folk Dance Society" tot de "English Folk Dance and Song Society". Volgens Rouds Folk Song in England was Sharp de "belangrijkste figuur van het land in de studie van volksliedjes en -muziek".
Sharp verzamelde meer dan vierduizend volksliedjes en publiceerde een uitgebreide reeks liedboeken gebaseerd op zijn veldwerk, vaak met piano-arrangementen. Hij schreef een invloedrijk theoretisch werk, English Folk Song: Some Conclusions. Hij noteerde voorbeelden van Engelse Morris-dansen en speelde een belangrijke rol in de heropleving van zowel de Morris- als de Engelse countrydans.
Veel van de populaire muzikanten van de British Folk Revival in de jaren 1960 en later hebben in hun werk door Sharp verzamelde liedjes gebruikt. Tientallen Morris-dansteams in heel Engeland, maar ook in het buitenland, demonstreren de veerkracht van deze dans-heropleving waarin hij een grote rol speelde. In de VS werd met de steun van Sharp de "Country Dance and Song Society opgericht".
In de periode na de folkrevival heeft het werk van Sharp aanleiding gegeven tot verhitte debatten, met claims en tegenclaims met betrekking tot selectiviteit, nationalisme, toe-eigening, selectieve weglating en racisme.

## Jeugd
Sharp werd geboren in Denmark Hill, Zuid-Londen op 22 november 1859, de gedenkdag van St Cecilia, naar wie hij vernoemd is. Hij was de zoon van James Sharp, een Londense leisteenhandelaar en Jane Bloyd. Sharp senior had artistieke neigingen en was voldoende welvarend om vóór zijn vijftigste met pensioen te gaan. Sharps moeder was een muziekliefhebber en een bekwaam pianiste. Het was een groot gezin met acht kinderen (vier broers en vier zussen), waarbij Sharp het derde kind en de oudste jongen was. Hij kreeg privéonderwijs in Brighton en volgde de openbare school in Uppingham. Hij ging in 1879 wiskunde studeren aan Clare College in Cambridge. In Cambridge lijkt Sharp meer tijd te hebben besteed aan zijn muzikale activiteiten dan aan zijn wiskunde en sloot zijn studie af met een gewone graad. In 1882 deed Sharp, waarschijnlijk op aandringen van zijn vader, wat veel jonge mannen met een onzekere toekomst deden en ging naar de koloniën, in zijn geval Australië.

## In Australië
Hij arriveerde in november 1882 in Adelaide en kreeg begin 1883 een baan als griffier bij de Commercial Bank of South Australia. Hij las wat wetten en werd in april 1884 medewerker van de opperrechter Sir Samuel James Way. Hij bekleedde deze functie tot 1889, toen hij ontslag nam om zich geheel aan muziek te wijden. Kort na zijn aankomst was hij assistent-organist van de Sint-Pietersbasiliek geworden en dirigent van de Government House Choral Society en de Cathedral Choral Society. Later werd hij dirigent van het Adelaide Philharmonic en in 1889 ging hij een samenwerking aan met I.G. Reimann, een Duitse migrant, die hem de functie als mededirecteur van het Adelaide College of Music aanbood.
Hij was zeer succesvol als docent, maar rond midden 1891 werd de samenwerking ontbonden. De school werd voortgezet onder Reimann en ontwikkelde zich in 1898 in samenwerking met de universiteit tot het Elder Conservatorium of Music. Sharp had veel vrienden gemaakt en een verzoekschrift met meer dan 300 handtekeningen vroeg hem zijn werk in Adelaide voort te zetten, maar hij besloot terug te keren naar Engeland en arriveerde daar in januari 1892. Tijdens zijn verblijf in Adelaide componeerde hij de muziek voor een operette Dimple's Lovers, die uitgevoerd werd door de Adelaide Garrick Club in de Albert Hall op 9 september 1890, en twee lichte opera's Sylvia, die op 4 december 1890 in het Theatre Royal werd opgevoerd en The Jonquil. Het libretto is in beide gevallen geschreven door Guy Boothby. Sharp schreef ook de muziek voor enkele kinderliedjes die werden uitgevoerd door de Cathedral Choral Society.
In Australië ontmoette Sharp de uitgesproken christen-socialistische predikant Charles Marson, die later een belangrijke schakel zou blijken tussen Sharp en volksmuziek.

## Terug in Engeland
In 1892 keerde Sharp terug naar Engeland. Op 22 augustus 1893 trouwde hij in East Clevedon in Somerset met Constance Dorothea Birch, ook een muziekliefhebber. Ze kregen drie dochters en een zoon. Eveneens in 1893 werd hij aangenomen als muziekleraar door de Ludgrove School, een privé lagere school die destijds in Noord-Londen lag. Tijdens zijn zeventien jaar in deze functie nam hij een aantal andere muzikale banen op zich. Na zijn huwelijk in 1893 werd Sharp om gezondheidsredenen vegetariër en raakte hij geïnteresseerd in spiritualisme en theosofie.
Vanaf 1896 was Sharp directeur van het Hampstead Conservatoire of Music, een positie waaraan een woning verbonden was. In juli 1905 nam hij ontslag uit deze functie na een langdurig geschil over de beloning en zijn recht om studenten aan te nemen voor extra collegegeld. Hij moest het huis verlaten, en afgezien van zijn positie bij Ludgrove bestond zijn inkomen voortaan grotendeels uit het geven van lezingen en het publiceren over volksmuziek. Hij werd uiteindelijk muziekleraar voor de kinderen van de koninklijke familie en stond in alle opzichten bekend als een goede leraar.

### Engelse volksliedjes en -dansen
Sharp was niet de eerste die onderzoek deed naar volksliedjes in Engeland. Voorgangers waren al de laat 19e-eeuwse verzamelaars Lucy Broadwood, Frank Kidson en Sabine Baring-Gould. Zijn interesse - die later zijn passie zou worden - werd gewekt in 1899, toen hij getuige was van een optreden van de "Headington Quarry Morris"-dansers net buiten Oxford. Hij benaderde hun cocertinaspeler en danser William Kimber, en vroeg toestemming om enkele dansen op papier vast te leggen. Kimber werd Sharps belangrijkste bron voor de vastlegging van Cotswold Morris Dancing, hij gaf demonstraties bij zijn lezingen en werd een vriend voor het leven.
In augustus 1903 bezocht Sharp het huis van Charles Marson, een christen-socialist die hij in Adelaide had ontmoet, en nu dominee was in Hambridge in Somerset. Daar hoorde hij diens tuinman John England in de pastorie het traditionele lied "The Seeds of Love" zingen. Hoewel Sharp in 1901 al lid was geworden van de Folk-Song Society, was dit zijn eerste ervaring met volksliedjes buiten de concertzaal. Het zette hem op een nieuw carrièrepad. Tussen 1904 en 1914 verzamelde hij meer dan 1.600 liederen uit het landelijke Somerset en meer dan 700 liederen uit elders in Engeland. Hij publiceerde vijf delen Folk Songs from Somerset en tal van andere boeken, waaronder verzamelingen zeemansliederen en volksliedjes, en werd een hartstochtelijk pleitbezorger voor volksliederen, gaf talloze lezingen en zette in 1907 zijn manifest uiteen in: English Folk Song: Some Conclusions.
In de jaren tussen 1907 en de Eerste Wereldoorlog concentreerde Sharp zich meer op traditionele dans. In 1905 ontmoette hij Mary Neal, de organisator van de Espérance Girls' Club, een filantropische organisatie voor jonge vrouwen uit de arbeidersklasse in Londen, die op zoek was naar geschikte dansen die ze konden uitvoeren. Dit bracht een partnerschap op gang dat, hoewel aanvankelijk hartelijk en succesvol, verzuurde vanwege een ideologisch meningsverschil, waarbij Sharps nadruk op correcte traditionele praktijken in strijd was met Neals voorkeur voor flamboyantie en energie. Dit ontwikkelde zich tot een machtsstrijd om de controle over de Morris-dansbeweging en uiteindelijk tot een publieke vete. Sharp streefde zijn interesse in dans na via een lerarenpost aan de nieuwe "School of Morris Dancing" onder auspiciën van de South West Polytechnic in Chelsea, opgericht door de directeur, Dorette Wilkie, en voerde zijn inspanningen op het gebied van verzamelen op, resulterend in de publicatie van zijn aantekeningen over vijf delen van "The Morris Book" (1907–1913). Er wordt beweerd dat Sharp de Cotswold-traditie van Morris-dansen benadrukte ten koste van andere regionale stijlen, hoewel hij wel dansen verzamelde in Derbyshire.
Sharp kreeg ook interesse in zwaarddansen en publiceerde tussen 1911 en 1913 drie delen van "The Sword Dances of Northern England", waarin de obscure en bijna uitgestorven 'rapper sword'-dansen van Northumbria en 'long sword'-dansen van North Yorkshire werden beschreven. Dit leidde tot de heropleving van beide tradities in hun thuisgebied en later elders.

## Veldwerk

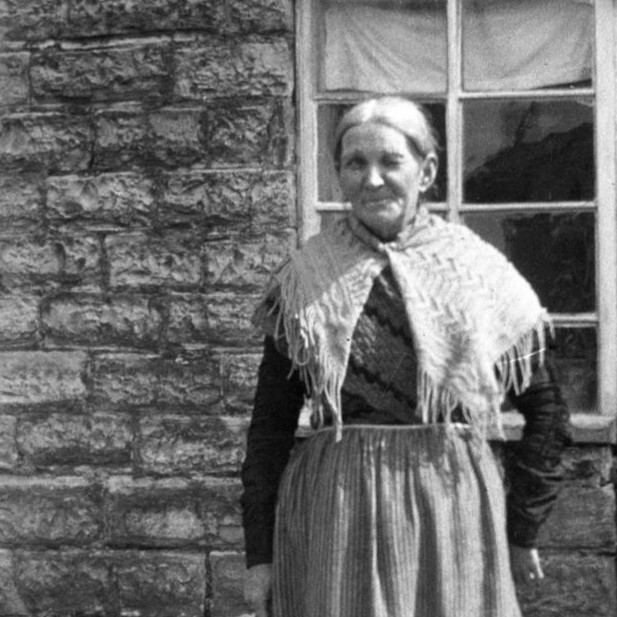
Lucy White -folkzangeres gefotografeerd door Cecil Sharp in ongeveer 1905

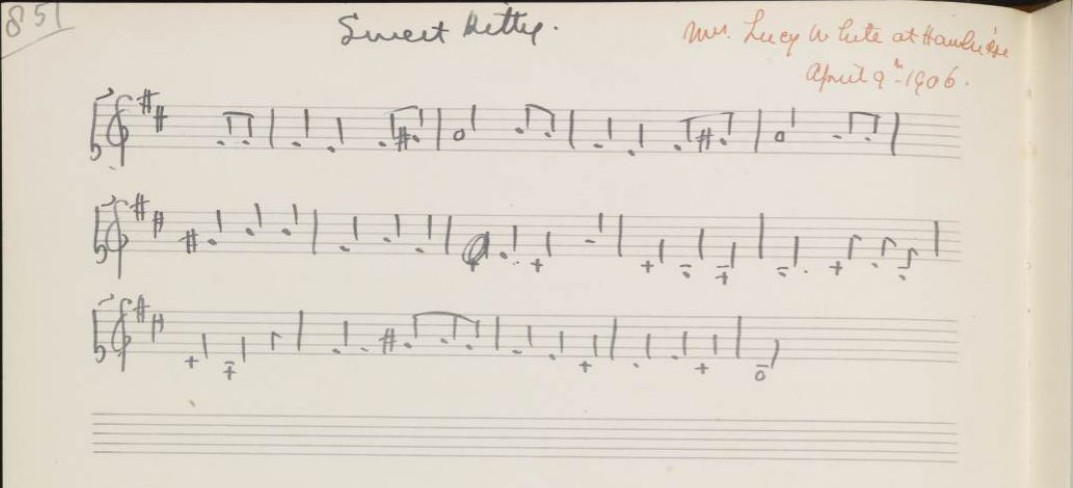
Muzieknotatie van Sweet Kitty van Lucy White voor Cecil Sharp

Sharp, aanvankelijk bijgestaan door Marson, zocht in de landelijke gemeenschappen van Somerset naar mensen die oude liedjes zouden kunnen zingen en vond veel informanten, waarvan de zussen Louisa Hooper en Lucy White uit Langport tot de meest productieve behoorden. Sharp kon goed omgaan met mensen van een andere sociale klasse en sloot vriendschappen met verschillende zangers. Na zijn dood schreef Louisa Hooper over zijn vrijgevigheid inzake betalingen, geschenken en uitstapjes. Hij verzamelde ook een aanzienlijk aantal liedjes van zigeuners. In Appalachia gebruikten Sharp en Maud Karpeles op soortgelijke wijze lokale kennis en eigen initiatief om zangers te vinden en sloten zij opnieuw blijvende vriendschappen.
Sharp noteerde melodieën meestal op het gehoor. Hij experimenteerde met de - in zijn tijd nieuwe - technologie van de fonograaf, maar verwierp deze vanwege een gebrek aan draagbaarheid en een potentieel intimiderend effect. In Somerset kreeg hij hulp bij het overnemen van teksten van Marson, later in Appalchia van Maud Karpeles, waarbij hij zelf de muzieknotaties maakte. Zijn transcripties, die melodische variaties bevatten, waren over het algemeen accuraat, hoewel enkele nuances werden gemist. Sharp was nauwgezet in het noteren van de namen, locaties en data van zangers, waardoor later biografisch onderzoek mogelijk werd. Hij maakte veel fotografische portretten van zangers thuis of op hun werkplek, wat een waardevol verslag vormde van het leven van plattelandswerkers in zowel Zuidwest-Engeland als de Appalachen.

### Volksliedjes op scholen
In 1902, in een tijd waarin door de staat geregeld openbaar onderwijs nog in de kinderschoenen stond, stelde Sharp, destijds muziekleraar, een liedboek samen voor gebruik op scholen. Dat bevatte een mix van patriottische ‘National Songs’ (The British Grenadiers, Rule Britannia, etc.) en folkmateriaal. Naarmate zijn kennis van volksliedjes groeide, verwierp hij de 'National Songs', die afwezig waren in de collectie English Folk Songs for Schools uit 1906, geschreven in samenwerking met Baring-Gould en met gebruikmaking van Sharps piano-arrangementen. Sharp was vastbesloten dat volksliedjes de kern van het leerplan moesten vormen, en vocht in 1905 tegen de 'Board of Education' over hun lijst met aanbevolen liederen voor scholen, die veel ‘Nationale Liederen’ bevatte. Zijn collegae Frank Kidson en Lucy Broadwood deelden zijn mening echter niet, en de commissie van de Folk-Song Society stemde voor goedkeuring van de lijst van de Raad, wat een breuk met Sharp veroorzaakte.

### De theorieën van Sharp
Na zijn strijd met de 'Board of Education' publiceerde Sharp English Folk Song: Some Conclusions, waarin hij zijn ideeën over volksliedjes op scholen nastreefde. Zijn voornaamste doel was het uiteenzetten van een theorie voor de ontwikkeling van volksliedjes, gebaseerd op de darwinistische evolutie en mondelinge overdracht, het mondeling doorgeven van liedjes binnen de familie. Sharp bracht drie principes naar voren: Continuïteit – individuele nummers waren door de eeuwen heen herkenbaar gebleven; Variatie - liedjes bestonden in meerdere versies, veranders door de zangers; en Selectie – een gemeenschap zou de meest aangename versie kiezen. Dit impliceerde dat liederen geen individuele componist hadden, aangezien ze waren geëvolueerd naar hun huidige vorm "zoals de kiezelsteen aan de kust wordt afgerond en gepolijst door de werking van de golven". Echter sommigen zoals Kidson, stonden sceptisch tegenover deze theorie.
Sharp voerde aan dat volksliedjes de Engelsheid uitdrukten, en dat het van cruciaal belang was dat ze op scholen onderwezen moesten worden om een gevoel van nationale identiteit bij te brengen. Hij suggereerde ook dat hun melodieën de basis zouden moeten vormen van een nieuwe Engelse beweging in de klassieke muziek, in concurrentie met de muzikale hegemonie van Duitsland, een overtuiging die gedeeld werd door Vaughan Williams en andere componisten.

### Invloed op Engelse klassieke muziek
Sharps werk viel samen met een periode van nationalisme in de klassieke muziek, met het idee om de Engelse klassieke compositie nieuw leven in te blazen en onderscheidend te maken door deze te baseren op de karakteristieke melodische patronen en herkenbare toonintervallen en ornamenten van de nationale volksmuziek. Onder de componisten die dit doel op zich namen, bevond zich Ralph Vaughan Williams, die veel melodieën uit Sharps collecties in zijn composities verwerkte, evenals een aantal uit zijn eigen veldwerk in Engeland.

## In Amerika

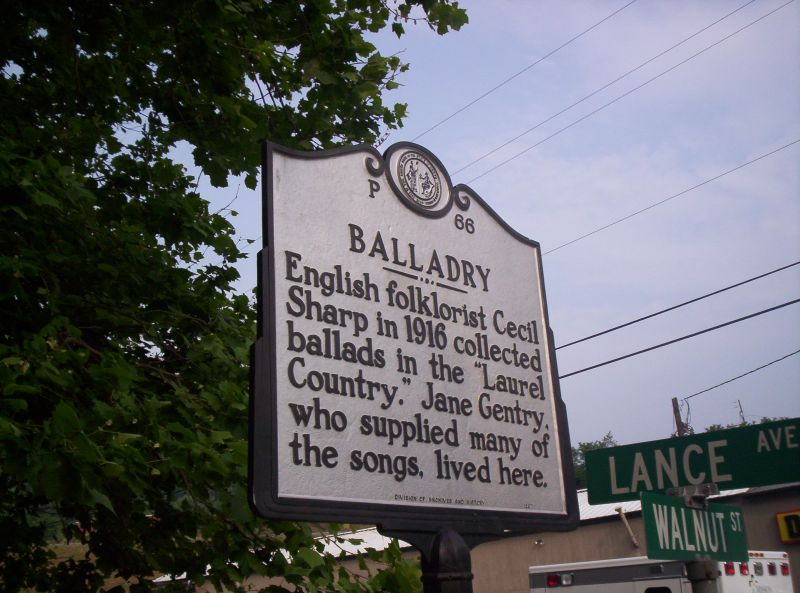
Een bord ter herdenking van het bezoek van Cecil Sharp aan Hot Springs, North Carolina

Tijdens de jaren van de Eerste Wereldoorlog vond Sharp het moeilijk om in zijn levensonderhoud te voorzien met zijn gebruikelijke werk in Engeland, en besloot hij te proberen om zijn brood te verdienen in de Verenigde Staten. Hij werd uitgenodigd om op te treden als dansconsulent voor een New Yorkse productie van "A Midsummer Night's Dream" uit 1915 en gaf vervolgens succesvolle lezingen en lessen over Engelse volksliedjes en vooral volksdansen. Hij ontmoette de rijke filantroop Helen Storrow in Boston, en speelde samen met haar en andere collega's een belangrijke rol bij het opzetten van de "Country Dance and Song Society". Hij ontmoette ook Olive Dame Campbell, die een portfolio met ballads van Britse oorsprong meebracht die ze had verzameld in de zuidelijke Appalachen. De kwaliteit van haar verzameling overtuigde Sharp ervan om een expeditie naar het afgelegen achterland van de bergen te plannen. Helen Storrow bood hem de som van $ 1000 aan, die hij naar eigen inzicht in de bergen kon gebruiken. Met zijn medewerkster Maud Karpeles ondernam Sharp in de jaren 1916-1918 verschillende expedities voor het verzamelen van liedjes, in de voetsporen van Olive Campbell en andere verzamelaars zoals Lorraine Wyman en Katherine Jackson French. Terwijl ze door de Appalachen in Virginia, North Carolina, Kentucky en Tennessee reisden, waarbij ze vaak vele kilometers te voet over ruw terrein aflegden, namen Sharp en Karpeles een schat aan volksliedjes op, waarvan vele van Britse oorsprong, hoewel in versies die heel anders waren dan die Sharp verzameld had op het platteland van Engeland, en sommige die helemaal uitgestorven waren in het oude land. In afgelegen blokhutten noteerde Sharp de melodieën op gehoor, terwijl Karpeles de teksten opschreef, en verzamelden ze liedjes van zangers als Jane Hicks Gentry, Mary Sands en jonge leden van de Ritchie-familie uit Kentucky. Sharp was vooral geïnteresseerd in de melodieën, die hij erg mooi vond en vaak in ‘gapped scales’, zoals de pentatonische waren gezet.
Deze sterke focus op 'Engelsheid' komt duidelijk naar voren in het werk van Sharp, hetgeen hem veel kritiek opleverde, omdat hij niet inzag dat veel van de liedjes die hij verzamelde eerder afgeleid waren van de Schotse dan van de Engelse balladetraditie.
Olive Dame Campbell en haar man John hadden Sharp en Karpeles naar gebieden geleid met een hoge concentratie blanke mensen van Engelse of Schots-Ierse afkomst, zodat de verzamelaars weinig besef hadden van het culturele mozaïek van blanke, zwarte, inheemse en multiraciale Amerikanen dat er in Appalachia bestond, of van de interacties tussen deze groepen die hadden geresulteerd in een dynamische, gehybridiseerde volkstraditie. Nadat hij bijvoorbeeld in blanke gemeenschappen getuige was geweest van een vorm van squaredansen die hij de ‘Kentucky Running Set’ noemde, interpreteerde Sharp dit onnauwkeurig als het voortbestaan van een 17e-eeuwse Engelse stijl, terwijl het in feite belangrijke Afrikaans-Amerikaanse en Europese elementen bevatte.
Sharp en Karpeles legden een groot aantal liedjes vast, die anders verloren zouden zijn gegaan, en droegen zij bij aan de traditie van ballades in Appalachia. Hun collectie werd door ballade-expert Bertrand Bronson omschreven als “zonder twijfel de belangrijkste bijdrage aan de studie van Brits-Amerikaanse volksmuziek”, en door Archie Green als een “monumentale bijdrage… een oneindige rol in cultureel begrip”. Er kan echter worden beargumenteerd dat een fascinatie voor de ballades van Francis James Child, de "Child Ballads" en ander oud Brits materiaal hem en de andere veldwerkers van zijn tijd ertoe bracht de volksmuziek uit Appalachia verkeerd voor te stellen als een overweldigend Angelsaksische of Keltische traditie, en de culturele diversiteit ervan over het hoofd te zien.
Elizabeth DiSavino heeft in haar biografie van Katherine Jackson French uit 2020 beweerd dat Sharp
nagelaten had de juiste erkenning te geven aan bronnen uit de vrouwelijke en Schotse diaspora, hoewel hij beide in feite noemde in zijn "Introduction to English Folk Songs from the Southern Appalachians".
Percy Grainger, de in Australië geboren componist die in de jaren 1905-1908 liederen had verzameld in Engeland en die toen in Amerika woonde, deed Sharp een aanbod om de publicatie van Sharps Appalachian-collectie te betalen, maar pas in 1932 verscheen het werk van Sharp en Karpeles in druk, verzorgd door Maud Karpeles.

## Bowdlerisatie
Sharp en Marson hebben in hun werk enkele liedteksten bewust weggelaten, vooral de teksten die verwijzingen naar geslachtsgemeenschap bevatten. Gezien de preutsheid van het Edwardiaanse tijdperk hadden deze nooit volledig kunnen worden gepubliceerd (vooral niet in een schoolboek), maar Sharp noteerde dergelijke teksten nauwkeurig in zijn veldnotitieboekjes, waardoor ze voor het nageslacht werden bewaard. Een goed voorbeeld van de transformatie van een voorheen erotisch nummer in een nummer dat geschikt is voor alle doelgroepen is "Gently Johnny My Jingalo". Het directe doel van Sharps project – het verspreiden van de kenmerkende en tot nu toe weinig bekende melodieën van deze liederen door middel van muziekonderwijs – zou ook kunnen verklaren waarom hij de liedteksten minder belangrijk vond.
In hun zoektocht in Appalachia naar gemeenschappen die rijk waren aan muziek van Britse oorsprong, vermeden Sharp en Karpeles Duits-Amerikaanse gemeenschappen, en keerden ze bij één gelegenheid terug uit een dorp toen ze zich realiseerden dat het een Afro-Amerikaanse nederzetting was. In tegenstelling tot andere folkloristen uit die tijd noteerde hij echter wel ballades van twee zwarte zangers, van wie hij er één in zijn veldaantekeningen als volgt beschreef: “Tante Maria [Tomes] is een oudgekleurde vrouw die een slaaf was van mevrouw Coleman ... ze zong heel mooi op een wonderlijk muzikale manier en met een heldere en perfecte intonatie... eerder een aardige oude dame".

## Politieke standpunten
Sharp identificeerde zich met de linkse politiek van zijn tijd. Hij werd in 1900 lid van de Fabian Society, een socialistische organisatie, en werd in latere jaren een aanhanger van de Labour Party. In zijn jonge jaren werd hij als radicaal beschouwd. Terwijl hij in Cambridge was, hoorde Sharp de lezingen van William Morris, die waarschijnlijk de invloed waren, dat hij zichzelf bestempelde als ‘conservatief socialist’. Zijn verzet tegen het kapitalisme ging gepaard met wantrouwen tegen de industriële revolutie en de moderniteit in het algemeen, en een geloof in de deugden van het platteland boven die van het stadsleven. Hij schreef over zijn woede met betrekking oto de ‘onrechtvaardigheid van klassenverschillen’, geloofde in collectivisme boven particuliere ondernemingen, en schreef op latere leeftijd over zijn sympathie met stakende mijnwerkers. Hij geloofde ook in democratie boven totalitarisme, waarbij hij stelde dat “elke vorm van collectivistische regering ook democratisch moet zijn als deze goed wil functioneren”, en hij uitte scepsis over de bolsjewistische revolutie in Rusland.
Sharp was een tegenstander van de doodstraf. Hij was echter geen voorstander van de Suffragette-beweging, hoewel dit volgens zijn collega en biograaf Maud Karpeles waarschijnlijk eerder een afkeuring van hun methoden dan van het principe weerspiegelde. Desondanks onderhield hij een vriendschappelijke relatie met zijn zus Evelyn, een fervent suffragist die vanwege haar activiteiten gevangen zat; na haar vrijlating uit Holloway Prison schreef ze aan Sharp waarin ze verklaarde dat ze geen ruzie over de zaak wilde maken, en dat ze niet geloofde dat hij een “bevestigde ‘anti’ was”. Sharp was een nationalist en geloofde dat het luisteren naar Engelse volksmuziek een geest van patriottisme zou veroorzaken.

## Overlijden
Sharp stierf op 23 juni 1924 in Hampstead aan kanker van de bovenste luchtwegen.

## Kritiek
Sharps ideeën bleven een halve eeuw na zijn dood de overhand houden, deels dankzij een onkritische en roze biografie, mede geschreven door zijn medewerkster Maud Karpeles, die zijn denken ook verankerde in de definitie van volksmuziek uit 1954, opgesteld door de International Folk Song Council. A.L. Lloyd, een marxist en de belangrijkste theoreticus van de tweede heropleving van volksmuziek in de jaren 1960, had de neiging om de ideeën van Sharp te verwerpen, maar volgde in feite veel van zijn denken. Hij verwierp de bewering van Sharp dat volksliedjes alleen in geïsoleerde plattelandsgemeenschappen te vinden waren als ‘primitieve romantiek’, en beschreef zijn pianoarrangementen als ‘vals en niet-representatief’, maar prees zijn bekwaamheid als verzamelaar, bewonderde zijn analyse van modale melodieën en gebruikte talrijke voorbeelden uit zijn manuscripten als illustraties.
Een radicalere marxistische analyse werd in de jaren 1970 verwoord door David Harker, waarbij hij de motivaties en methoden van volksrevivalisten in twijfel trok en Sharp ervan beschuldigde zijn onderzoek om ideologische redenen te hebben gemanipuleerd. Volgens Harker:
"'Volkslied', zoals verzameld door Cecil Sharp, [moet] worden gebruikt als 'grondstof' of 'instrument', zijnde gewonnen uit een klein deel van het plattelandsproletariaat en ... opgelegd aan zowel stad als land voor het eigen bestwil van het volk, niet in zijn oorspronkelijke vorm, maar, op passende wijze geïntegreerd in het curriculum van het Conservatorium, de basis legt voor nationalistische gevoelens en burgerlijke waarden.
Harker breidde deze stelling uit in zijn invloedrijke boek Fakesong uit 1985, waarbij hij het concept van volksliedjes verwierp als "intellectueel puin dat moet worden verschoven zodat het bouwen opnieuw kan beginnen", en waarin hij geleerden aanviel vanaf Francis James Child tot A.L. Lloyd. Het verzamelen van volksmuziek, wetenschap en heropleving werden door de bourgeoisie van de arbeidersklasse gezien als vormen van toe-eigening en uitbuiting, en Sharp in het bijzonder werd sterk bekritiseerd. Harker, een expert op het gebied van gedrukte liedbladen, verzette zich tegen de mondelinge traditie en beweerde dat het meeste van wat Sharp 'volksliedjes' had genoemd in feite afkomstig was van commercieel geproduceerde gedrukte exemplaren. Hij beweerde ook dat Sharp en Marson de liedjes hadden gebowdlereerd of anderszins hadden verknoeid, waarbij ze "honderden wijzigingen, toevoegingen en weglatingen" in hun gepubliceerde materiaal hadden aangebracht.
Fakesong leidde tot een wijdverbreide herwaardering van het werk van Sharp en zijn collega's. Michael Pickering concludeerde dat: "Harker een stevige basis heeft gelegd voor toekomstig werk", terwijl Vic Gammon opmerkte dat Fakesong "de status van orthodoxie in sommige kringen van Brits links" had aangenomen en "het begin vertegenwoordigde van kritisch werk" over de vroege volksmuziekbeweging - hoewel hij later verklaarde dat "dit niet betekent dat Harker het goed had."
Een meer kritische analyse werd aangeboden door CJ Bearman, die talrijke statistische discrepanties opmerkte in de beweringen van Harker dat de keuzes van Sharp en Marson van liedjes voor publicatie niet representatief waren: 'Het is een interessante verscheidenheid aan fouten die zo consequent fouten opleveren ten gunste van het argument dat wordt gepresenteerd. .” Bearman betwistte ook Harker's beweringen over massale bowldlerisatie, ten eerste op grond van feitelijke verkeerde voorstelling van zaken en overdrijving, ten tweede vanwege het negeren van beperkingen op het publiceren van erotisch materiaal in het Edwardiaanse tijdperk, en ten derde omdat hij het feit wegliet dat Sharp open was geweest over zijn bewerkingen en de originele teksten had bewaard. In een ander artikel betwistte Bearman statistieken van Somerset-gemeenschappen die door Harker waren gebruikt om het idee van een boerenstand op het platteland aan te vechten.
De bewering van Harker dat veel van het door Sharp en anderen verzamelde materiaal zijn oorsprong vond in commercieel drukwerk, wordt nu echter algemeen aanvaard, en Sharps enge definitie van wat 'volksmuziek' inhield, is in recentere wetenschappelijke studies aanzienlijk uitgebreid.
In 1993 produceerde Georgina Boyes haar boek The Imagined Village – Culture, ideology and the English Folk Revival, waarin kritiek werd geuit op de revival van Victoriaanse en Edwardiaanse volksliederen omdat deze een cultureel anachronistische plattelandsgemeenschap had uitgevonden – ‘The Folk’ – en een niet-representatieve collecties van liedjes had gemaakt om het idee te ondersteunen. Het boek was ook kritisch over de controlerende neigingen van Sharp, waarover sommige van zijn tijdgenoten klaagden, en interpreteerde de machtsstrijd met Mary Neal over de controle over de Morris-dansbeweging in termen van een patriarchale weigering om de macht te delen met een vrouw. De verslagen van Roy Judge verdelen de schuld echter op een evenwichtigere manier en benadrukken hun ideologische meningsverschillen. Er is ook kritiek op Sharps houding ten opzichte van sociale dansactiviste Elizabeth Burchenal in de VS.
Sharp's liedverzameling in de VS is ook onderwerp van controverse geweest onder Amerikaanse cultuurpolitieke wetenschappers. Henry Shapiro hield hem gedeeltelijk verantwoordelijk voor de perceptie van de Appalachen-bergcultuur als 'Angelsaksisch', terwijl Benjamin Filene en Daniel Walkowitz beweerden dat Sharp had nagelaten vioolmelodieën, hymnen en recente composities te verzamelen.

## Een selectie van zijn werk
- Cecil Sharp's Collection of English Folk Songs, Oxford University Press, 1974; ISBN 0-19-313125-0.
- English folk songs from the southern Appalachians, collected by Cecil J. Sharp; comprising two hundred and seventy-four songs and ballads with nine hundred and sixty-eight tunes, including thirty-nine tunes contributed by Olive Dame Campbell, edited by Maud Karpeles.  Oxford:  Oxford University Press, 1932.[8]
- English folk songs, collected and arranged with pianoforte accompaniment by Cecil J. Sharp, London:  Novello (1916).  Dit deel is herdrukt door Dover Publications onder ISBN 0-486-23192-5.
- English Folk Song:  Some Conclusions (originally published 1907. London:  Simpkin; Novello). De uitgave is meerdere malen herdrukt, meest recen door Charles River Books zie ISBN 0-85409-929-8.
- The Morris Book a History of Morris Dancing, With a Description of Eleven Dances as Performed by the Morris-Men of England by Cecil J. Sharp and Herbert C MacIlwaine, London:  Novello (1907). herdrukt in  2010 door General Books; ISBN 1-153-71417-5.